# Jackson Berenguer Prado
Dom Jakson Berenguer Prado (Tucano, 5 de abril de 1918 — 2 de agosto de 2005) foi um bispo católico brasileiro.
Foi ordenado sacerdote em 13 de junho de 1943 em Senhor do Bonfim, e em 8 de março de 1958 foi sagrado bispo na Arquidiocese de São Salvador da Bahia. Foi bispo da então diocese de Vitória da Conquista e Feira de Santana. O santo padre João Paulo II acolheu sua renúncia no dia 17 de agosto de 1983.